# Дульча-Велика
Дульча-Велика (пол. Dulcza Wielka) — село в Польщі, у гміні Радомишль-Великий Мелецького повіту Підкарпатського воєводства.
Населення — 1726 осіб (2011).
У 1975—1998 роках село належало до Тарновського воєводства.

## Географія
У селі бере початок річка Ямниця.

## Демографія
Демографічна структура станом на 31 березня 2011 року:
|          | Загалом | Допрацездатний вік | Працездатний вік | Постпрацездатний вік |
| -------- | ------- | ------------------ | ---------------- | -------------------- |
| Чоловіки | 886     | 214                | 592              | 80                   |
| Жінки    | 840     | 182                | 495              | 163                  |
| Разом    | 1726    | 396                | 1087             | 243                  |